# Élection présidentielle islandaise de 1968
L'élection présidentielle islandaise de 1968 se tient le 30 juin 1968 afin d'élire le président de l'Islande. Kristján Eldjárn remporte cette élection.

## Résultats du vote par région

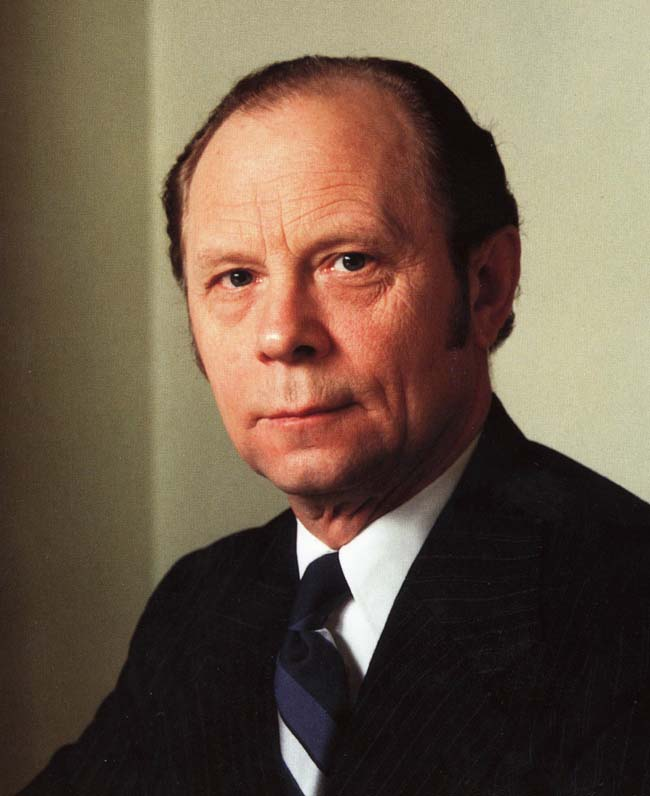
Kristján Eldjárn

|                   | Reykjavik | Suðurnes | Vesturland | Vestfirðir | Norðurland vestra | Norðurland eystra | Austurland | Suðurland | Total  | Exprimés |
| ----------------- | --------- | -------- | ---------- | ---------- | ----------------- | ----------------- | ---------- | --------- | ------ | -------- |
| Gunnar Thoroddsen | 39 %      | 35,2 %   | 32,7 %     | 35,4 %     | 32,9 %            | 24 %              | 19,1 %     | 35,2 %    | 34,4 % | 35 428   |
| Kristján Eldjárn  | 61 %      | 64,8 %   | 67,3 %     | 64,6 %     | 67,1 %            | 76 %              | 80,9 %     | 64,8 %    | 65,6 % | 67 544   |
| Total             | 100 %     | 100 %    | 100 %      | 100 %      | 100 %             | 100 %             | 100 %      | 100 %     | 100 %  | 102 972  |

## Sources
L'ensemble des données présentées ainsi que leur consolidation sont issues du service national islandais de statistiques.